# Sociedade dos Sacerdotes de São Tiago
A Sociedade dos Sacerdotes de São Tiago (em latim Societas Presbyterorum Sancti Iacobi, em francês Société des Prêtres de Saint-Jacques) é um Instituto missionário clerical de vida apostólica de direito pontifício de origem francesa. Seus membros são chamados de Missionários de São Tiago

## História
Iniciada em 1864 do pensamento e do voto explícito do papa Pio IX, a Sociedade dos Sacerdotes de São Tiago foi fundada para evangelizar e organizar a Igreja no Haiti depois da independência proclamada em 1804. Os Sacerdotes de São Tiago têm como missão específica na pastoral diocesana o encontro com diferentes culturas através do carisma missionário inerente de seus membros. Os Sacerdotes são inseridos de forma estável numa Igreja diocesana, sob a dependência do bispo diocesano e dos superiores da Sociedade exercem o ministério pastoral e são membros do Presbitério. Atuam atualmente em quatro países: França, Brasil, Bélgica e Haiti.
Em Port-au-Prince, a comunidade de missionários, constituída por 15 missionários e cerca de duas dezenas de seminaristas, gerem duas escolas. A escola principal tem cerca de 1800 alunos.

## Atuação
Os Padres de São Tiago estão presentes em 4 países:

### França
- Diocese de Quimper et Léon
- Diocese de Créteil
- Diocese de La Rochelle et Saintes
- Diocese de Montepellier
- Diocese de Saint-Brieuc et Tréguie
- Diocese de Troyes
- Diocese de Vannes
- Diocese de Marselha
- Diocese Militar da França

### Brasil
- Arquidiocese de Campinas[7]
- Diocese de Rio Branco
- Diocese de Amparo[8]
- Diocese de São Luiz dos Cárceres
- Diocese de Guajará-Mirim
- Diocese de Umuarama
- Arquidiocese de Maringá
- Diocese de Primavera do Leste- Paranatinga

### Haiti
- Arquidiocese de Porto Príncipe
- Diocese d'Anse-à-Veau et Miragoâne
- Diocese de Jacmel
- Diocese de Jérémie
- Diocese de Cayes